# بسامد بس‌پایین
بسامد بس‌پایین (انگلیسی: Extremely low frequency) یا بسامد بساپایین در تقسیم‌بندی اتحادیه بین‌المللی مخابرات به تابش الکترومغناطیس با بسامد میان ۳ تا ۳۰ هرتس گفته می‌شود که طول موجی میان ۱۰۰۰۰۰ تا ۱۰۰۰۰ کیلومتر دارند. بسامد بس‌پایین را با عبارت اختصاری ELF نشان می‌دهند.
در علوم جوی، بسامد بس‌پایین در بازه ۳ تا ۳۰۰۰ هرتس در نظر گرفته می‌شود.

## کاربردها
این امواج در میان یونوسفر و سطح زمین به صورت طبیعی وجود دارند. امواج با بسامد بس پایین در برقراری ارتباطات مخابراتی نظامی و همچنین الکترومغناطیس‌درمانی کاربرد دارند.
از عوارض در معرض قرار گرفتن برای این امواج بر سلامتی موجودات زنده نیز گزارش‌هایی وجود دارد.